# Herrschaft Marburg

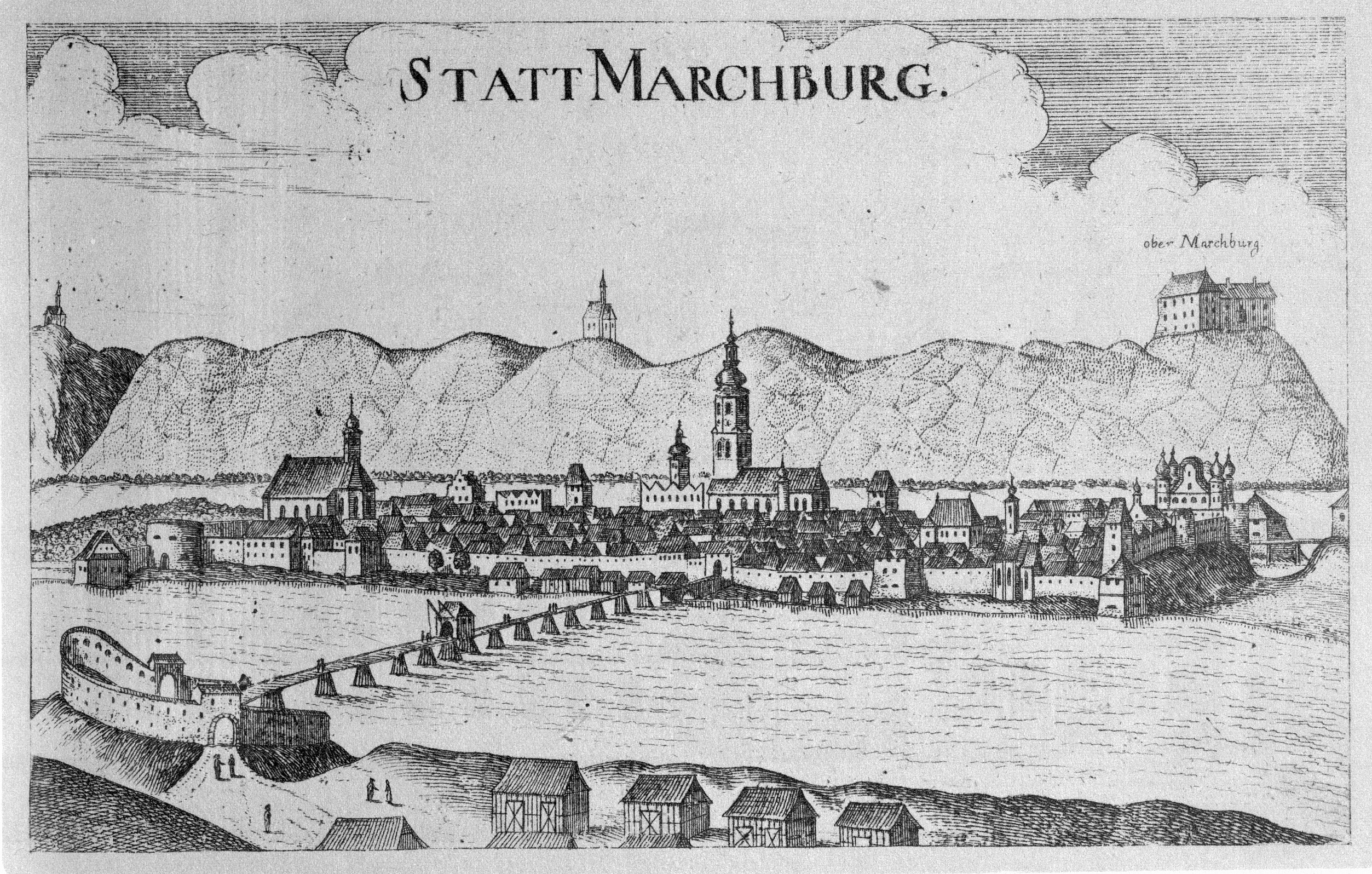
Die Stadt Marchburg, Darstellung des Topografen Georg Matthäus Vischer, 1681

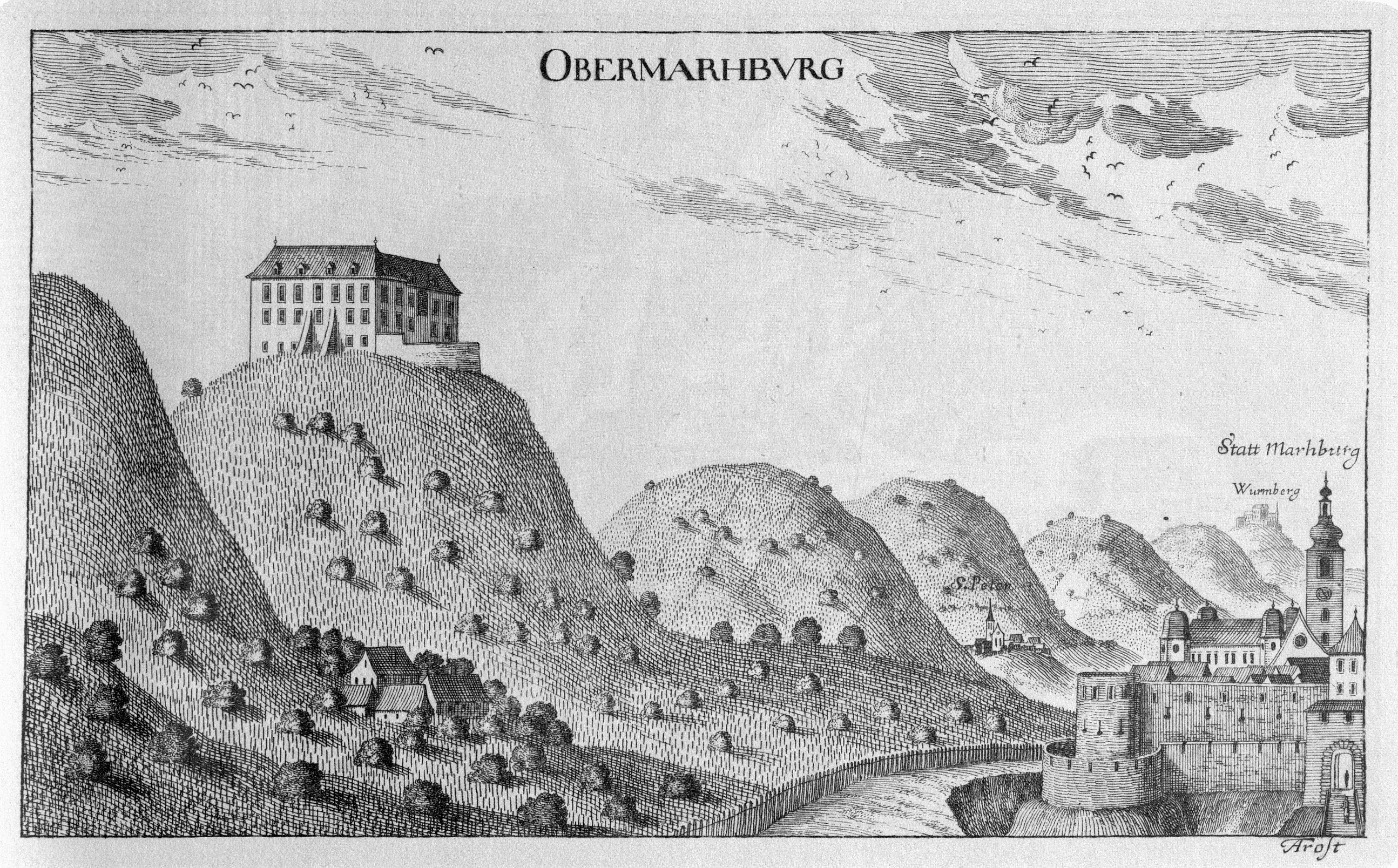
Die Obermarburg über der Stadt Marburg

Die Herrschaft Marburg, auch Herrschaft Obermarburg, Herrschaft der oberen Burg oder Obere Marburger Herrschaft war die Grundherrschaft des Landes um Marburg an der Drau im heutigen Slowenien, und erfüllte somit die Schutzfunktion der kaiserlichen Stadt.

## Herrschaftsstruktur und Beschaffenheit
Die Stadt Marburg lag zwischen zwei Marburger Burgherrschaften. Einerseits der von Obermarburg, welche 1164 auf dem Piramidaberg erbaut wurde, und der Stadt ihren Namen gab, und andererseits der von Untermarburg, welche von der Marburger Stadtburg aus verwaltet wurde.
Die Herrschaft Marburg umfasste im 15. und 16. Jahrhundert folgende Ämter und Bergrechte:
- Die Ämter Pachern, Hartl, Wildhaus / Viltuš, Rosbach / Rošpoh, Leitersberg bri Mariboru, Zirknitz / Cirknica, Troboschetz, Sankt Jakob, Platsch / Plač, Neudorf ob Wildon, Wurmberg / Vurberk, Brunndorf, Neudorf ob heiligen Kreuz, Qualetnitz, Pollon ob heiligen Kreuz, Schalauzen, Oberer an der Libau, Ober-Rohr, Lannersorf, Kranau, Fridau / Ormož, Oberbrobrang

- Die Bergrechte am Bachern (Pacherberg, Pohorje), Amasberg, Hunntzberg, am Stepferberg, in der Hell, zu Leuttersberg, am Sturmbergerberg, Freideggerberg, Gotschinberg, Gotschaberg, Marburger Schloßberg, Rabanerberg, Reschützenberg, Trankoviz, Reschitzberg, an der Gugl am Rosbacherberg, im Margraben, Rosbacherberg, Seebacherberg, Wurmberg, Preisberg. Weitere Bergrechte zu Ober-Rohr, Pibanerberg, Kranau, Ober-Probranikberg, Pänerdorfer Berg, Kazianer Berg, Wildhauserberg, zur Gräscha und im Potutsch.

Im Jahre 1527 wurden 267 untertänige Familien, davon 109 mit Inwohnern, registriert. 1542 lebten auf der Herrschaft der oberen Marburger Burg 283 untertänige Familien in 23 Dörfern. Aus der Güterschätzung (Gültschätzung) durch die Herren von Graben aus demselben Jahr wurde die Burg Obermarburg und angrenzende Gründe auf annähernd 3870 Pfund geschätzt, die weiteren zur Herrschaft gehörenden Ämter und Bergrechte wurden auf 50.045 Pfund geschätzt.

## Ökonomie der Herrschaft in der Frühen Neuzeit
Zur Zeit des späten Mittelalters und der frühen Neuzeit war der Weinbau ein wichtiger Handelszweig für die Obere Marburger Herrschaft. Obgleich die Herrschaft einige neue weinreiche Lagen erwarb, hat sie im Jahre 1542 nur annähernd 600 berechtigte Weingärten, welches viel weniger als noch am Anfang des 16. Jahrhunderts war. Von den privilegierten Bergholden gehörten etwa 30 verschiedenen Adelsfamilien, die meisten aber waren in Besitz von Marburger Bürgern.
Den Niederschriften der Güterschätzung über die Untertanen ist zu entnehmen, dass zur Mitte des 16. Jahrhunderts auch in den Dörfern der Herrschaft Gewerbetreibende und Handwerker tätig waren. Die Untertanen waren großteils Einheimische sowie eine Minderheit von deutschen Namen. Deren Wohlstand war aber durch die im 15. und 16. Jahrhunderte vorherrschende Wirtschaftskrise und die Türkeneinfälle stark gefährdet.

## Herrschaftsinhaber
| Zeitspanne    | Familie                                                                | Einzelpersonen |
| ------------- | ---------------------------------------------------------------------- | --- |
| ????–1456     | Herren von Walsee                                                      | Wolfgang von Walsee (bis 1456) |
| 1456–1564     | Herren von Graben                                                      | Friedrich II. von Graben (bis 1463), Ulrich III. von Graben (bis 1486), Wolfgang von Graben (bis 1521), Wilhelm von Graben (bis 1523), Georg Siegmund von Graben (bis nach 1544), Andrä von Graben (bis 1556), Anna von Graben (bis 1564)                          |
| 1564–vor 1608 | Herren von Stadl                                                       | Carl von Stadl (bis 1576), Erasmus Stadler, Franz Stadler |
| 1608–1737     | Herren Khisl von Kaltenbrunn gefolgt von Grafen Zwickel genannt Khiesl | Veit Khisl von Kaltenbrunn (bis 1609), Johann Jakob Khisl von Kaltenbrunn (bis 1638), Georg Bartholomeus Zwickel genannt Khisl (bis 1656), Jakob Bartholomä Zwickel genannt Khiesl (bis 1691), Anna-Maria Zwickel genannt Khiesl (bis 1703), Maria Eleonore Khiesl |
| 1737–1918     | Grafen von Brandis                                                     | Franz Jakob Brandis (bis 1746) |